# Elektromos vezetés
A fizikában az elektromos vezető olyan anyag, amely képes elektromos áramot vezetni. 
Az elektromos vezetésre képes anyagok fő példái a kristályos szerkezetű fémek. A kristályban az atomok nagyon közel vannak egymáshoz (a rácsállandó kicsi), ezért a szomszédos atomok közösen használják a vegyértékelektronjaikat. A sávszerkezetben ez azt jelenti, hogy a közös elektron egyaránt tartozik a vezetési és a vegyérték sávhoz, vagyis a két sáv részben fedi egymást. A kristályban sok szabad elektron van, ennek következtében az anyag jól vezet, fajlagos vezetőképessége nagy. 
Jó elektromos vezetők a fémek (ezüst, réz, alumínium, vas stb.), az elektrolitok és a grafit.

## Elektromos vezetők
Az elektromos vezetők olyan anyagok, amelyek szabadon mozgó, elektromosan töltött részecskéket tartalmaznak. Ezek eljutása az egyik helyről a másikra az elektromos áram.
Azt, hogy a testek mennyire jó vezetők, az elektromos vezetőképességgel (konduktancia) jellemzik, melynek jele: G. (Az elektromos vezetőképesség helyett röviden csak a vezetőképesség kifejezést is használják.) Az elektromos vezetőképesség az ellenállás reciproka, képlettel:
{\displaystyle G={\frac {1}{R}}}.
Mértékegysége a siemens, jele: S (Ernst Werner von Siemens tiszteletére). A siemens az ohm reciproka, mert
{\displaystyle [G]={\frac {1}{[R]}}={\frac {1}{\mathrm {\Omega } }}=\mathrm {S} }.
| Anyag          | ρ [Ω·m] 20°C-on | σ [S/m] 20°C-on |
| -------------- | --------------- | --------------- |
| Ezüst (Ag)     | 1,59 × 10−8     | 6,30 × 107      |
| Réz (Cu)       | 1,68 × 10−8     | 5,96 × 107      |
| Alumínium (Al) | 2,82 × 10−8     | 3,50 × 107      |

A különféle anyagokat elektromos vezetés szempontjából a fajlagos vezetőképességgel (konduktivitás) jellemzik, jele: σ. A fajlagos vezetőképesség a fajlagos ellenállás reciproka, képlettel:
{\displaystyle \sigma ={\frac {1}{\rho }}}.
Mértékegysége a siemens/méter, mert
{\displaystyle [\sigma ]={\frac {1}{[\rho ]}}={\frac {1}{\Omega \cdot \mathrm {m} }}={\frac {\mathrm {S} }{\mathrm {m} }}}.
Az áramvezetés mechanizmusa alapján az elektromos vezetők két csoportba sorolhatók. Az elsőfajú vezetők (elektronvezetők, fémes vezetők) esetében az elektromosságot az elektromos erőtér hatására elmozduló elektronok vezetik, míg a másodfajú vezetők (elektrolitok, ionvezetők) esetében ionok szállítják az elektromosságot.

### Elsőfajú/elsőrendű vezetők
Az elsőfajú vezetők közé főleg a szilárd, illetve folyékony fémek tiszta vagy ötvözött állapotban tartoznak, továbbá más fémfényű anyagok (félvezetők, grafit, fémoxidok, szulfidok, karbidok stb.). Vezetőképességük a kristályszerkezeten alapul, amelyben a le nem kötött vegyértékelektronok sok atom közös elektronjaivá válnak, és szabadon elmozdulhatnak. Az elsőfajú vezetők kémiailag változatlanok maradnak az áram vezetése közben. A grafit csak a rétegekkel párhuzamosan tudja vezetni az áramot. A legjobb vezető az ezüst; utána a réz és az arany következik.
A vezetőképesség hőmérsékletfüggő. A hőmérséklet növekedésével a fémek ellenállása lassan nő, míg a félvezetőké és a grafité akár csökkenhet is. Alacsony hőmérsékleten egyes anyagok, akár hőszigetelők ellenállása a nullára esik vissza; ez a jelenség a szupravezetés.

#### Kvantummechanika
A fémeket kvantummechanikai szempontból vizsgálva a hullámegyenletekből és a Fermi–Dirac-statisztikából adódóan az elektronok nem vehetnek fel akármekkora energiát. A felvehető energiák sávokba rendeződnek, amiket tiltott sávok választanak el egymástól. Ezek a sávok a fém kristályrácsától függnek.
Az abszolút nulla fokon a legnagyobb energiájú elektron energiája a Fermi-energia. Ha ez a Fermi-energia szabad sávba esik, akkor az anyag vezető. Ha tiltott sávba, akkor félvezető vagy szigetelő, attól függően, hogy a termikus energia elég-e a sávhatár átlépéséhez.
A félvezetők tiszta állapotukban stabil kovalens kötésekkel összetartott kristályrácsot alkotnak. Magasabb hőmérsékleten az elektronok átléphetnek egy szabad sávba, ezért a félvezetők magasabb hőmérsékleten jobban vezetik az áramot, ellentétben a fémekkel. A félvezetőkben a szabad sávba felugrott elektron lyukat hagy maga után, amibe más elektronok ugornak bele, ezért a lyuk mozog. Mivel a semleges atomokat egy negatív töltésű elektron hagyja el, ezért a lyuk pozitív töltéshordozónak minősül. Ezért a lyukak is hozzájárulnak a vezetőképességhez; ez a lyukvezetés. A tiszta félvezetőben ugyanannyi lyuk van, mint elektron; ez szennyezéssel mindkét irányban megváltoztatható. Például a nitrogénnel szennyezett szilíciumban aránylag sok az elektron, ezért n-vezető lesz, míg a bórral szennyezettben a lyukak lesznek többen, és azok válnak a fő töltéshordozóvá; ezt p-vezetésnek nevezik.

#### Szupravezetés
A szupravezetés azt jelenti, hogy az adott anyag ellenállása egy bizonyos hőmérséklet alatt nullára esik vissza. A jelenség a kvantummechanikával magyarázható. Alacsony hőmérsékleten fordul elő. Míg az első vizsgált anyagoknál ez a hőmérséklet az abszolút nulla fok közelében volt, ma már ismeretesek jóval magasabb hőmérsékleten szupravezetővé váló anyagokat. Ez azonban még mindig túl hideg a legtöbb gyakorlati alkalmazás számára, hiszen nem lépi át a -130°C-t.
Felhasználása:
- érzékeny elektromágneses érzékelők
- az ellenállás által okozott veszteség csökkentése
- az elektromos áram veszteségmentes szállítása

### Másodfajú/másodrendű vezetők
Az elektrolitok másodfajú vezetők. Vezetőképességüket az egy vagy több só kristályrácsából kiszabadult ionok adják. Lehetnek sóoldatok vagy sóolvadékok. 
A sóoldatok az elektrolitok klasszikus példái. A só kristályrácsából kioldott ionjait a poláris oldószer molekulái veszik körül; ezek elmozdulása adja az áramot. A pozitív ionok a negatív töltésű katód felé mozdulnak el, ezért kationoknak nevezik őket. A negatív töltésűek a pozitívan töltött anódhoz vonzódnak, ezért anionnak hívják őket. Az elektródokhoz érve az ionok elvesztik töltésüket és kiválnak. Így válhat ki fém a katódon, klór az anódon, vagy hidrogén a katódon és oxigén az anódon. Ezt a kémiai változást galvanizálásra is használják.
Az olvadt üveg szintén tartalmaz különféle ionokat, így melegíthető tovább az olvadt üveg azzal, hogy áramot vezetnek bele.

## Hővezetés
A hővezetés a hő terjedésének egyik módja. Az elsőfajú vezetőkben a közös elektronok nemcsak töltést, hanem hőt is szállítanak. Általában a jó elektromos vezetők jó hővezetők is; ez a Wiedemann–Franz-törvény. Fémek esetén, mivel a hőt is a szabad elektronok szállítják, hőáram keletkezik. Ez a Seebeck-hatás. 
Elektromos szigetelőkben a hőt a szerkezet rezgései terjesztik, így a hő hangsebességgel terjed. Félvezetőkben a hő terjedésének mindkét módja fontos.
A hővezetés a szilárd anyagokra jellemző. Folyadékokban, gázokban a hő főként áramlással és sugárzással terjed. 
Jó hővezetők: kristályos fémek
Rossz hővezetők: fa, műanyag, sók

## Az elektromágneses hullámok vezetése

### Nagyfrekvenciás és mikrohullámú vezetők
Nagyobb frekvenciákon az elektromos jeleket már nem célszerű hagyományos huzalokon vezetni. A frekvencia növelésével erősödik az ún. skinhatás (bőr-hatás, felületi vezetés, áramkiszorítás), ami azt jelenti, hogy az áramsűrűség a vezeték keresztmetszetén nézve a közepe felé csökken, vagyis nagyobb ellenállást mutat. Ezért már az 50Hz-es energiaátvitelnél is inkább több vékony vezetéket, vagy sodort vezetéket használnak. 
Nagyobb frekvenciákon ún. hullámvezetőket használunk, amikben a jel már inkább elektromágneses hullámként terjed. Ilyen a koaxiális kábel, amely egy belső vezetőből, azt körülvevő szigetelőből és egy külső (árnyékoló) vezetőrétegből áll. Egyenáramon és alacsony frekvencián a belső vezetőben terjed a jel, nagyobb frekvenciákon egyre inkább a két vezető közti szigetelőben terjed vezetett hullámként. A gigahertzes tartományban használnak csőtápvonalakat is, amelyek belül üreges, vezető falú csövek, jellemzően kör vagy téglalap keresztmetszettel. Ezekben csak vezetett hullámok terjednek, korlátozott frekvenciasávban (ahol a csőtápvonal keresztmetszete a fél hullámhossz körül van).

### Fényvezetés
Fényvezetés céljára optikai kábelek szolgálnak. Ezekben egy vagy több vékony optikai üvegszálat fognak össze. Bent a fény többszörösen is teljesen visszaverődve halad, ezért a csillapítás egészen kicsi lehet. A kétdimenziós fényvezetőket félvezetőlézerekben alkalmazzák.

## Mágneses vezetők
| Közeg                      | µr             | Típusa                                |
| -------------------------- | -------------- | ------------------------------------- |
| Szupravezetők              | 0              | ideálisan diamágneses                 |
| Ólom, cink, réz            | < 1            | diamágneses                           |
| Vákuum                     | 1              | egyezményes referenciaérték, semleges |
| Levegő, alumínium, platina | > 1            | paramágneses                          |
| Kobalt                     | 80…200         | ferromágneses                         |
| Vas                        | 300…10.000     | ferromágneses                         |
| Ferritek                   | 4…15.000       | ferromágneses                         |
| Mumetall (NiFe)            | 50.000…140.000 | ferromágneses                         |
| amorf fémek                | 700…500.000    | ferromágneses                         |

A mágneses vezetőképességet mágneses permeabilitásnak nevezik. Jele μ, és a mágneses mező befogadására való készséget jelöli. Szorosan kapcsolódik a mágneses szuszceptibilitáshoz. A permeabilitás a H mágneses térerő és a B mágneses indukció hányadosa:
{\displaystyle \mu ={\frac {\left|{\vec {H}}\right|}{\left|{\vec {B}}\right|}}},
és mértékegysége {\displaystyle {\frac {Vs}{Am}}}. 
A μ0 = 1,2566·10-6·Vs/Am mágneses állandó a vákuum permeabilitása. A μr relatív permeabilitás egyenlő a μ permeabilitás és μ0 hányadosával:
{\displaystyle \mu _{r}={\frac {\mu }{\mu _{0}}}}.
A mértékegység nélküli μr relatív permeabilitás a következőképpen függ össze a χ mágneses szuszceptibilitással: {\displaystyle \mu _{r}=1+\chi }
A szupravezetők teljesen kilökik magukból a mágneses teret. Ez a Meißner-Ochsenfeld-hatás.